# Webbapplikation
En webbapplikation är ett samlingsnamn för programvara som man kommer åt genom att använda en webbläsare. Webbapplikationer har blivit mer populära eftersom hastigheten på Internet har ökat.